# Оскар (кинопремия, 1936)
8-я церемония награждения кинопремии «Оскар» за достижения в кинематографе в 1935 году прошла 5 марта 1936 года.

## Полный список номинантов и победителей
Имена победителей выделены жирным шрифтом.

### Лучший фильм
- «Мятеж на „Баунти“» — Metro-Goldwyn-Mayer
  - «Бродвейская мелодия 1936 года» — Metro-Goldwyn-Mayer
  - «Дела и дни бенгальского улана» — Paramount
  - «Капризная Мариетта» — Metro-Goldwyn-Mayer
  - «Одиссея капитана Блада» — Warner Bros.
  - «Осведомитель» — RKO Radio
  - «Отверженные» — 20th Century Fox
  - «Рагглз из Ред-Гэп» — Paramount
  - «Сон в летнюю ночь» — Warner Bros.
  - «Цилиндр» — RKO Radio
  - «Элис Адамс» — RKO Radio
  - «Дэвид Копперфильд» — Metro-Goldwyn-Mayer

### Лучшая режиссёрская работа
- Джон Форд — «Осведомитель»
  - Фрэнк Ллойд — «Мятеж на „Баунти“»
  - Генри Хэтэуэй — «Дела и дни бенгальского улана»
  - Майкл Кёртис — «Одиссея капитана Блада»

### Лучший ассистент режиссёра
- Клем Бошам и Пол Уинг — «Дела и дни бенгальского улана»
  - Джозеф Ньюман — «Дэвид Копперфильд»
  - Эрик Стэйси — «Отверженные»
  - Шерри Шурдс — «Сон в летнюю ночь»

### Лучший актёр
- Виктор Маклаглен — «Осведомитель»
  - Кларк Гейбл — «Мятеж на „Баунти“»
  - Чарльз Лоутон — «Мятеж на „Баунти“»
  - Пол Муни — «Чёрная ярость»
  - Франшо Тоун — «Мятеж на „Баунти“»

### Лучшая актриса
- Бетт Дейвис — «Опасная»
- Элизабет Бергнер — «Никогда не покидай меня»
- Клодетт Кольбер — «Внутренние миры»
- Мерл Оберон — «Ангел тьмы»
- Кэтрин Хепбёрн — «Элис Адамс»
- Мириам Хопкинс — «Бекки Шарп»

### Лучший адаптированный сценарий
- Осведомитель — Дадли Николс
  - «Одиссея капитана Блада» — Кейси Робинсон
  - «Дела и дни бенгальского улана» — Валдемар Янг, Джон Л. Балдерстон, Ахмед Абдулла, Гровер Джонс, Уильям Слэйвенс МакНатт
  - «Мятеж на „Баунти“» — Тэлбот Дженнингс, Джулс Фёртман, Кэри Уилсон

### Лучший оригинальный сюжет
- «Подлец» — Чарльз МакАртур, Бен Хект
  - «Бродвейская мелодия 1936 года» — Мосс Харт
  - «Джимены» — Дэррил Ф. Занук
  - «Весёлый обман» — Дон Хартман, Стивен Эйвери

### Лучшая работа художника-постановщика
- «Ангел тьмы» — Ричард Дэй
  - «Цилиндр» — Кэрролл Кларк, Ван Нест Полглас
  - «Дела и дни бенгальского улана» — Ханс Драйер, Роланд Андерсон

### Лучшая операторская работа
- «Сон в летнюю ночь» — Хэл Мор
  - «Отверженные» — Грегг Толанд
  - «Крестовые походы» — Виктор Милнер
  - «Варварское побережье» — Рэй Джун

### Лучший звук
- «Капризная Мариетта»
  - «Невеста Франкенштейна»
  - «Одиссея капитана Блада»
  - «Ангел тьмы»
  - «Я слишком много мечтаю»
  - «Дела и дни бенгальского улана»
  - «Люби меня вечно»
  - «Thanks a Million»
  - «1, 000 Dollars a Minute»

### Лучший монтаж
- «Сон в летнюю ночь»
  - «Осведомитель»
  - «Дела и дни бенгальского улана»
  - «Отверженные»
  - «Мятеж на „Баунти“»
  - «Дэвид Копперфильд»

### Лучшая оригинальная музыка к фильму
- «Осведомитель»
  - «Питер Иббетсон»
  - «Одиссея капитана Блада»
  - «Мятеж на „Баунти“»

### Лучшая песня к фильму
- Lullaby of Broadway — «Золотоискатели 1935-го» — музыка: Гарри Уоррен, слова: Эл Дубин
- Cheek to Cheek — «Цилиндр» — музыка и слова: Ирвинг Берлин
- Lovely to Look at — «Роберта» — музыка: Джером Керн, слова: Дороти Филдс и Джимми МакХью

### Лучший хореограф
- Дэйв Гулд — «Бродвейская мелодия 1936 года» и «Фоли Бержер»
  - Басби Беркли — «Золотоискатели 1935-го»
  - Бобби Коннолли — «Певица с Бродвея» и «Пускайся в пляс»
  - Сэмми Ли — «Король бурлеска»
  - Гермес Пан — «Цилиндр»
  - ЛеРой Принз — «Вся королевская конница» и «Большое радиовещание в 1936 году»
  - Б. Земак — «Она»

### Лучший анимационный короткометражный фильм
- «Three Orphan Kittens»
  - «The Calico Dragon»
  - «Who Killed Cock Robin?»

### Лучший короткометражный фильм (комедия)
- «How to Sleep»
  - «Oh, My Nerves»
  - «Tit for Tat»

### Лучший короткометражный фильм (драма)
- «Wings Over Everest»
  - «Camera Thrills»
  - «Audioscopiks»

### Награда за выдающиеся заслуги
- Дэвид Уорк Гриффит

## Изменения
- Впервые была вручена награда в номинации «Лучший хореограф». Номинация просуществовала до 1938 года.
- Подсчёт результатов отныне поручен компании Price Waterhouse Co.
- Последний раз была применена система голосования, при которой голосующий самостоятельно вписывает в бюллетень имя кандидата.